# Гиртль, Йозеф
Йозеф Гиртль (нем. Josef Hyrtl; 7 декабря 1810, Айзенштадт — 17 июля 1894, Перхтольдсдорф, близ Вены) — австрийский врач и анатом, почётный гражданин города Вены.
Один из первых членов Венской Императорской академии наук (1847), член-корреспондент Берлинской академии наук (1857), Петербургской академии наук (1859).

## Биография
Й. Гиртль родился в Айзенштадте в 1810 году, административно входившем тогда в венгерскую часть Австрийской империи, в небогатой семье музыканта (его отец играл на гобое в придворной княжеской капелле Эстергази). Начал изучать медицину в Вене в 1831 году. Отличался среди студентов своими способностями, и уже в 1833 году становится прозектором, ассистентом профессора Йозефа Юлиуса Чермака. Читал студентам-физиологам курс лекций по практической анатомии. В 1837 году Гиртль становится профессором Карлова университета в Праге. Здесь он занимается научной работой, пишет несколько трудов. В 1845 учёный возвращается в Венский университет. Здесь ему ассистирует ставший впоследствии весьма известным чех Йиндржих Ванкель.
В 1850 году Гиртль оканчивает свой «Словарь топографической анатомии», ставший повсеместно одним из важнейших учебников для медицинских училищ. В 1850 также он создаёт в Вене Музей сравнительной анатомии, а также реконструирует основанный в 1745 году Герардом ван Свитеном Музей человеческой анатомии.
В 1864 году, к 500-летию Венского университета, Й. Гиртль назначается его ректором, как один из самых заслуженных профессоров. В 1874 году, в связи с ослаблением зрения, учёный оставляет преподавательскую деятельность, и уезжает с женой в Перхтольдсдорф, где у Гиртлей был свой дом, и там продолжает научную деятельность. 17 июля 1894 года Й. Гиртль был найден мёртвым в своей постели.
В 1886—1889 годах, в основном на средства Гиртля, в Мёдлинге (Нижняя Австрия) был построен Дом сирот, получивший имя Й. Гиртля (нем. Hyrtl’sches Waisenhaus). Строительство инициировал друг врача Йозеф Шёффель, бывший ранее бургомистром города.
После смерти учёного по его завещанию значительные суммы были переданы на благотворительные цели — для поддержания сирот и инвалидов.
Брат Й. Гиртля, Якоб Гиртль (1799—1868), был известным венским гравёром. В его владении находился череп Моцарта, который он завещал своему брату-анатому. Й. Гиртль исследовал череп, а затем передал его по завещанию в Моцартеум, в Зальцбурге.

## Труды

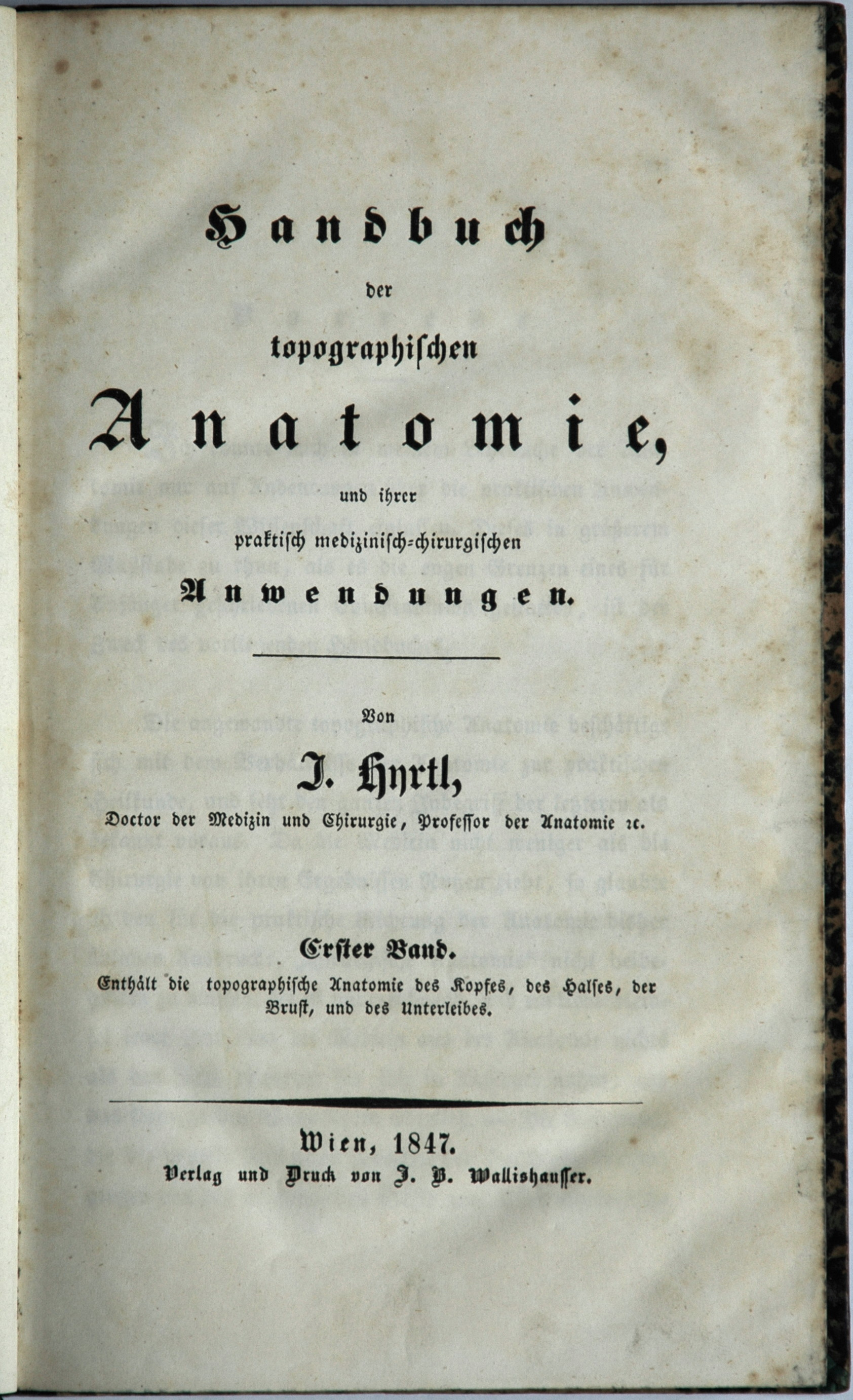
Титульный лист первого издания «Словаря топографической анатомии» (1853)

- Lehrbuch der Anatomie des Menschen (Prag, 1846)
- Учебник описательной анатомии / Handbuch der topographischen Anatomie (Wien, 1853)
- Handbuch der Zergliederungskunst (Wien, 1860)